# Johann Christoph Rost
Johann Christoph Rost, född 1717 i Leipzig, död 1765 i Dresden, var en tysk författare.
Rost gycklade med Gottsched i ett komiskt epos, Das Vorspiel (1742), skrev frivola dikter och herdedramer.  